# Vía Decauville

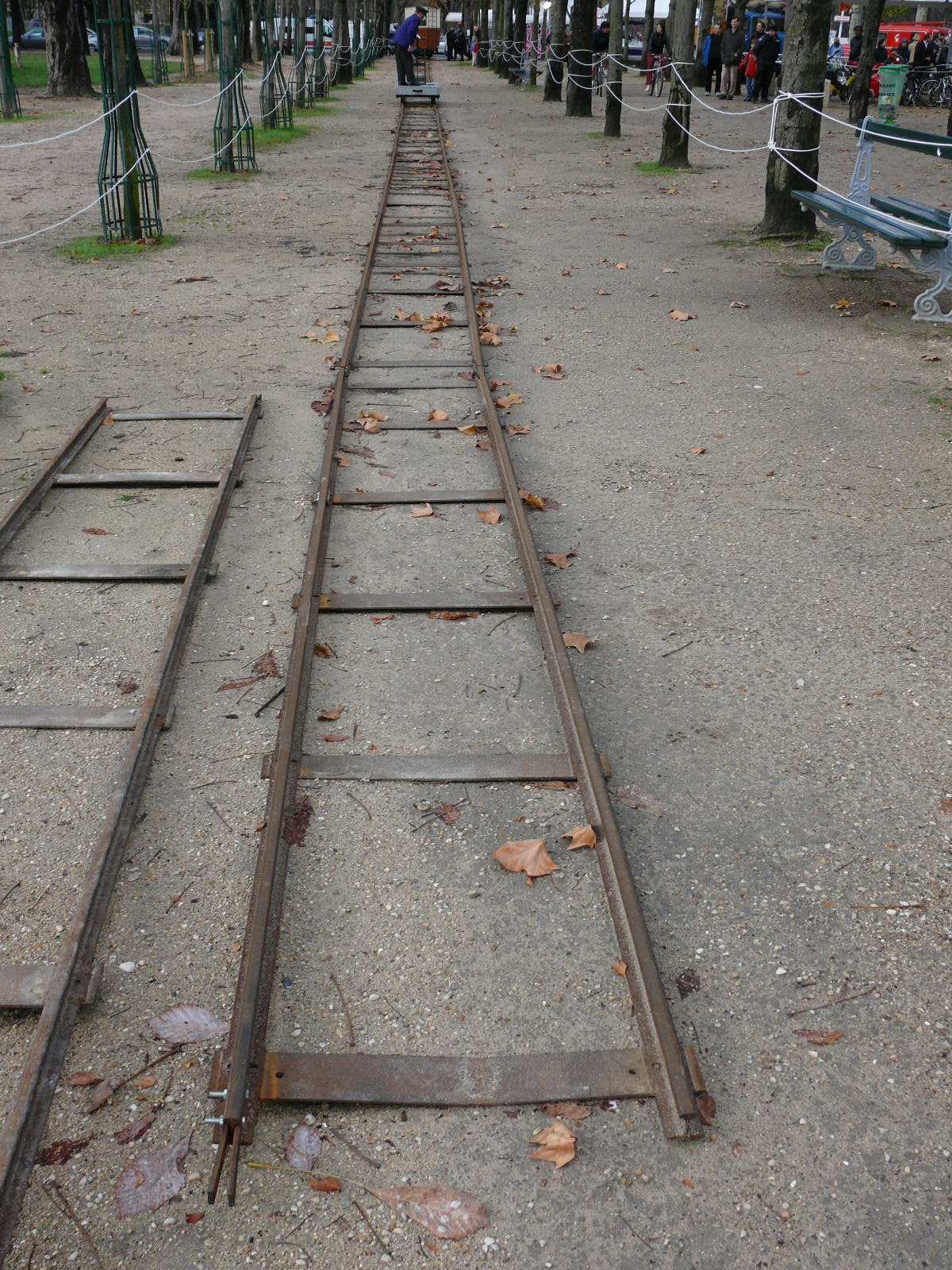
Vía «Decauville»

La vía Decauville (con anchos de 400 mm (1' 3,70"), 500 mm (1' 7,70") y 600 mm (1' 113/5")) tuvo un origen agrícola, fruto de la iniciativa del francés Paul Decauville, que en 1875 ideó un sistema de vías portátiles para facilitar el acceso a los campos de remolacha de su propiedad cuando estaban encharcados. Esta idea tuvo una rápida difusión, plasmada en la creación de la empresa Decauville, que se dedicó primero a la fabricación de estas vías portátiles y que después ampliaría su gama de productos a los vagones y a las locomotoras de vapor adecuados para circular por sus vías.
Para facilitar su montaje, las vías se suministraban en tramos de 5 m de longitud (cada uno con ocho traviesas de acero), con un peso de 100 kg. Estas piezas podían ser manejadas con relativa facilidad por una pareja de operarios, lo que reducía extraordinariamente las necesidades de maquinaria para su montaje.
Emblema de la compañía, se desarrolló una gama completa de vías portátiles (primero de 400 mm, y poco después de 500 y de 600 mm de ancho) desde los primeros años de producción. A partir de entonces, aparecieron sucesivamente todos los elementos de lo que era casi un juego de construcción para tratar de satisfacer cualquier necesidad de transporte. El concepto también fue adoptado por muchos industriales de la época, como Orenstein & Koppel o Pétolat.
|  |  |  |

La compañía, convertida en uno de los buques insignia de la industria francesa, exportó su sistema de vías durante casi un siglo a países de todo el mundo, donde encontró aplicación tanto en la agricultura como en la minería o la industria, así como en el transporte de pasajeros allá donde se requiriesen ferrocarriles de bajo coste de construcción. Durante la Primera Guerra Mundial se convirtió en una herramienta estratégica esencial para garantizar el abastecimiento de las tropas que ocupaban las trincheras; y en el periodo de entreguerras pasó a formar parte del sistema de transporte y abastecimiento de la Línea Maginot, el sistema de fortalezas defensivas diseñado por Francia para evitar una invasión desde el este.

## Historia

### La idea y sus orígenes

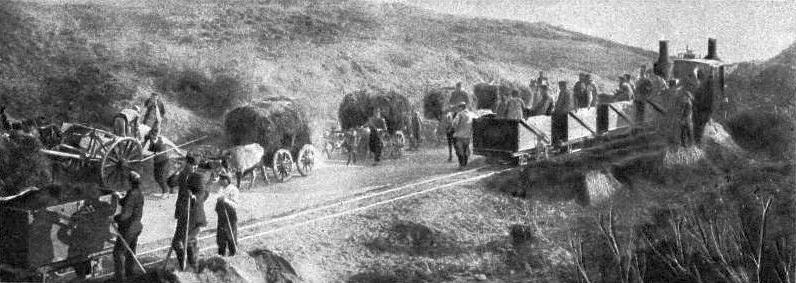
Convoyes a Monastir. Un tren Decauville en primer plano, en paralelo con una caravana de carretas tiradas por bueyes (1916)

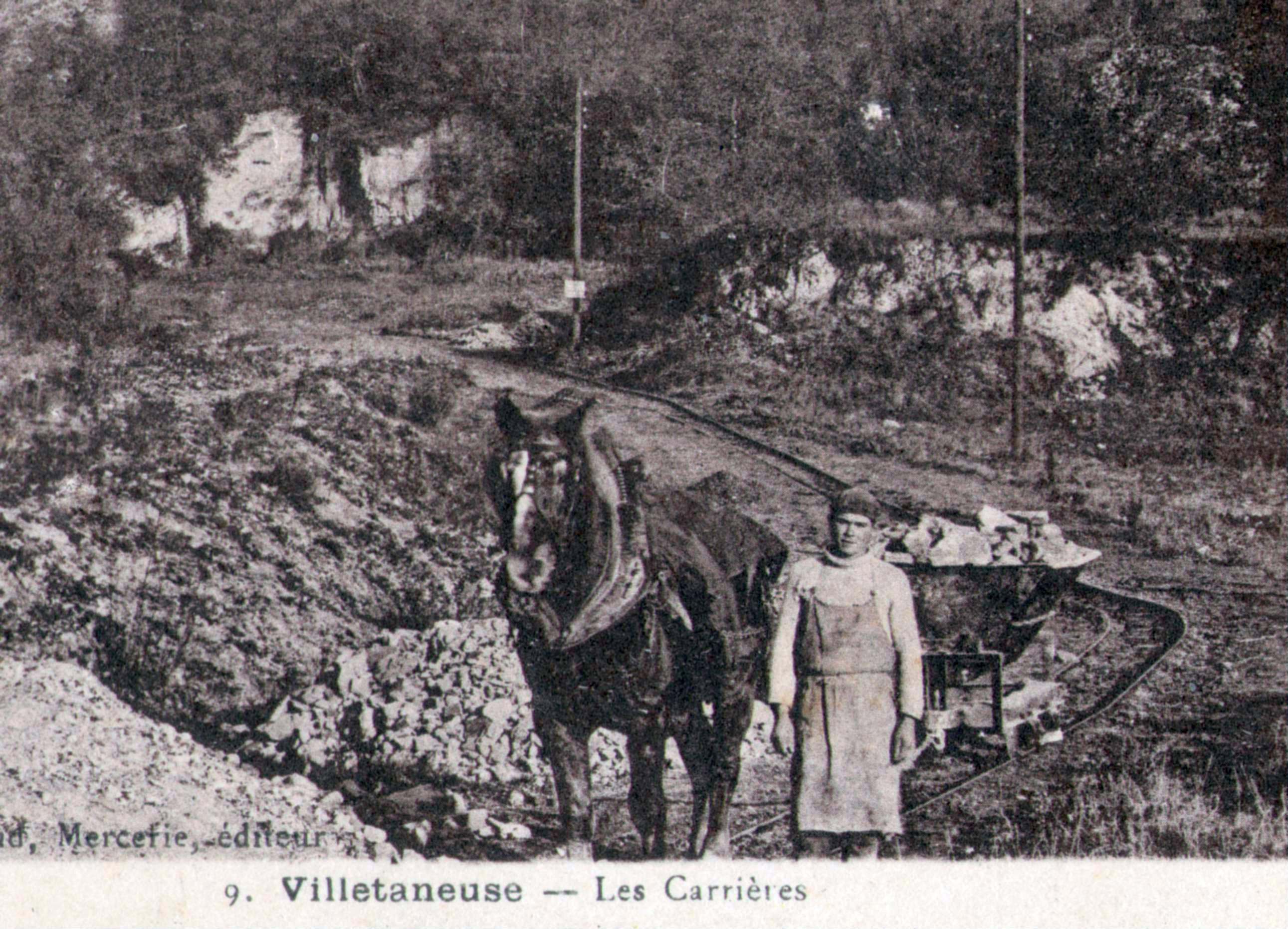
Tren Decauville remolcado por un caballo en Villetaneuse

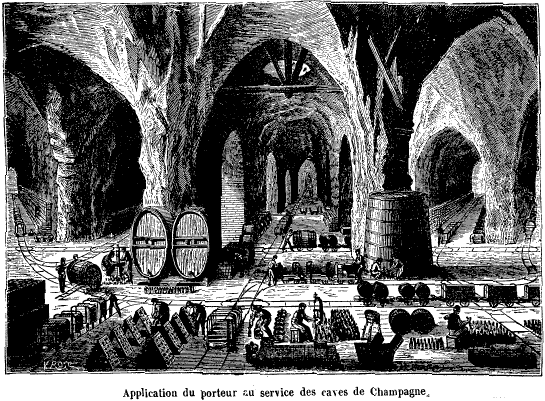
Aplicación del ferrocarril Decauville en unas cavas de Champán

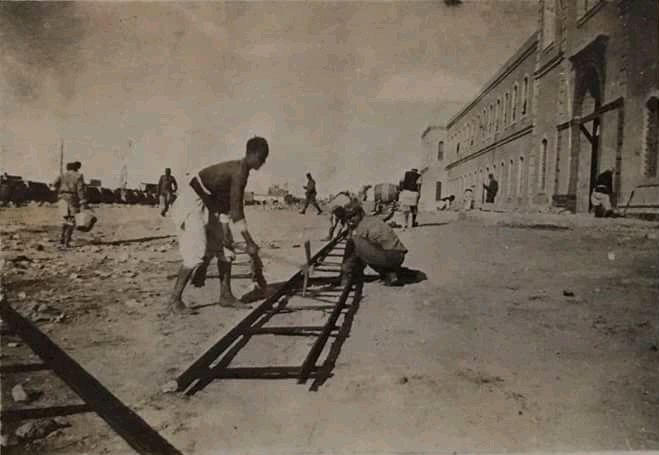
Tendido de una vía Decauville (Norte de África, c 1900)

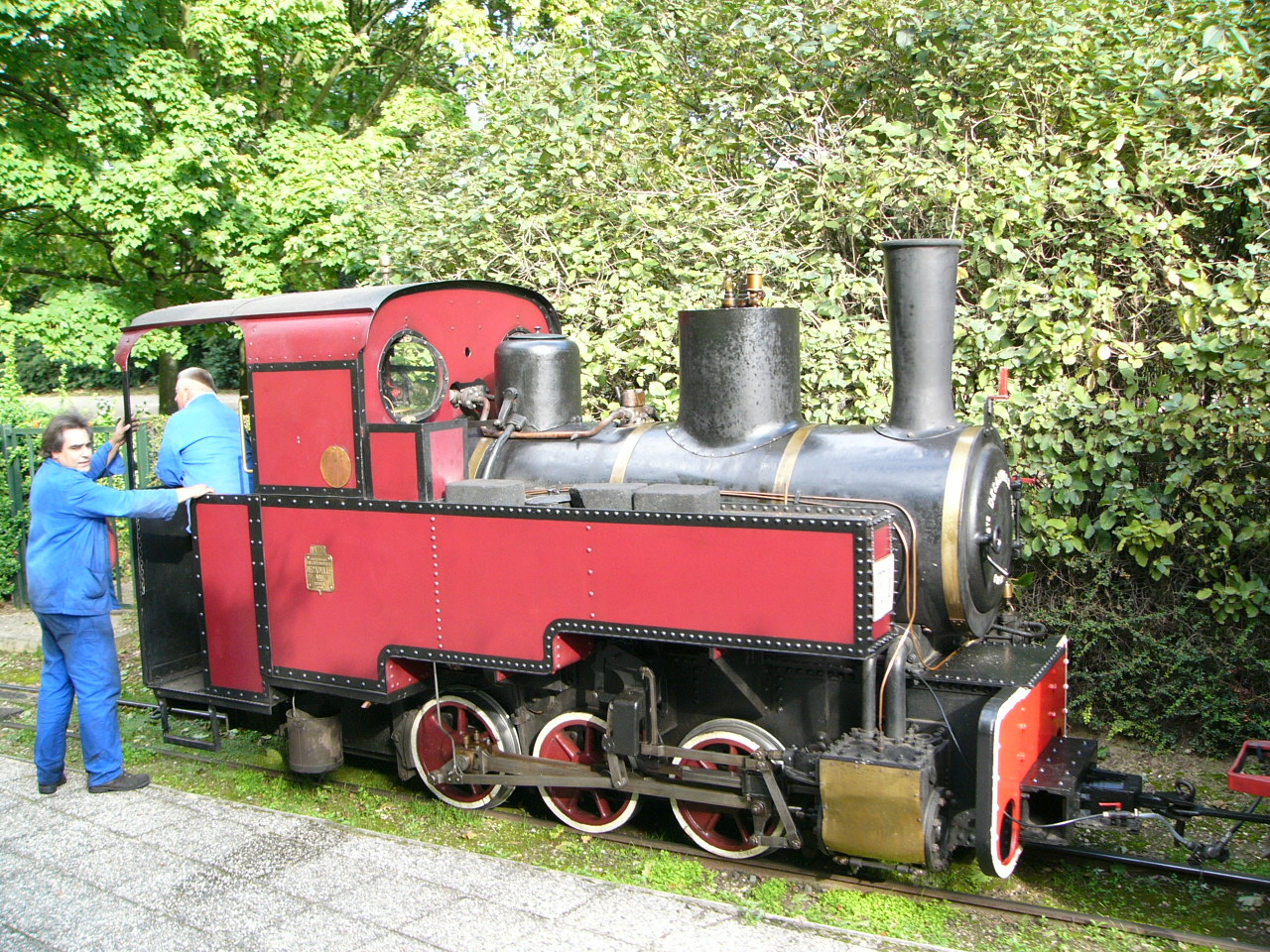
Locomotora Decauville (Ferrocarril de Chanteraines, 2005)

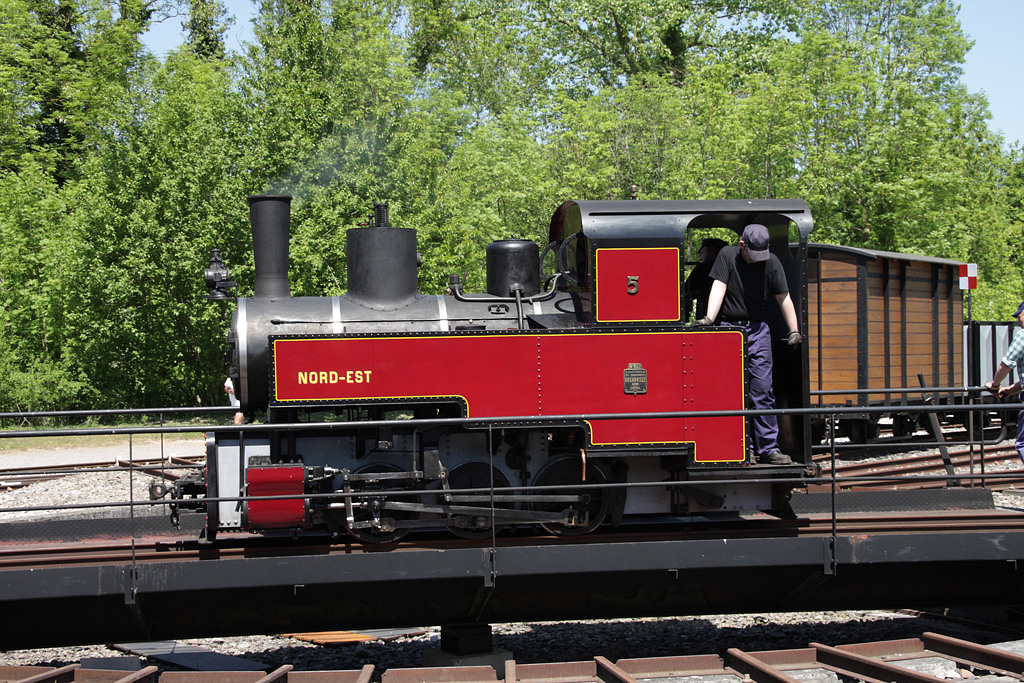
Locomoora Decauville n° 1652 de la APPEVA

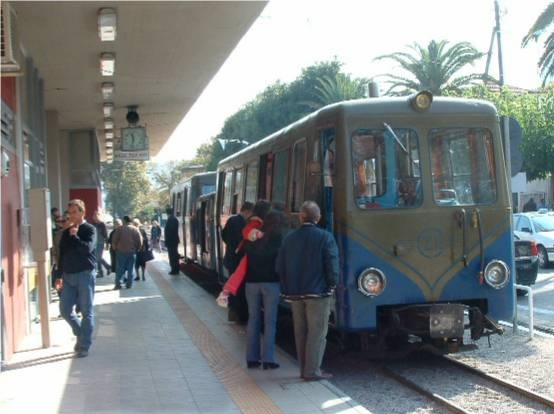
Ferrocarril Decauville en Diakofto (Grecia)

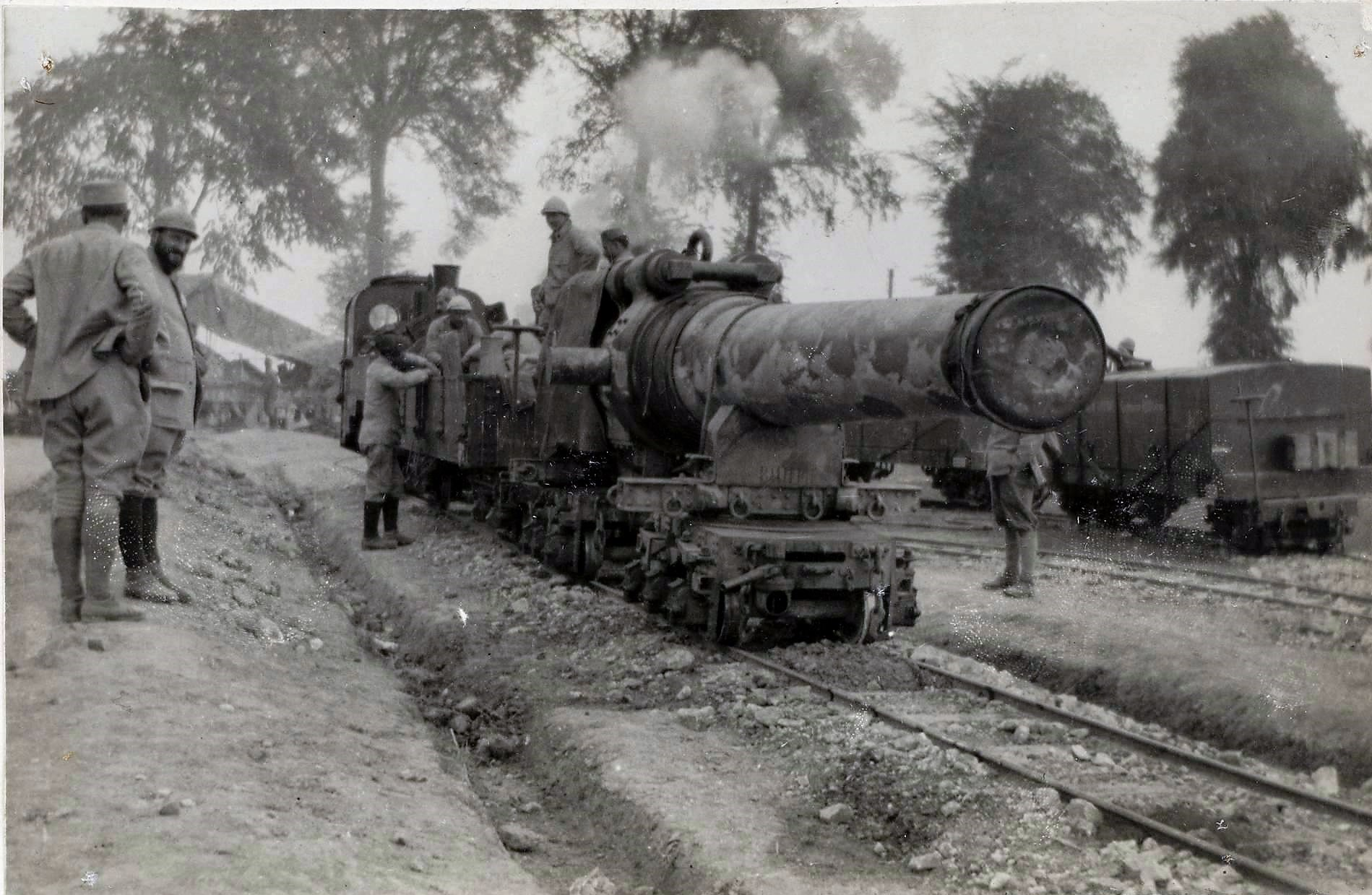
Transporte de una pieza de artillería pesada en un tren Decauville en el Somme (Primera Guerra Mundial)

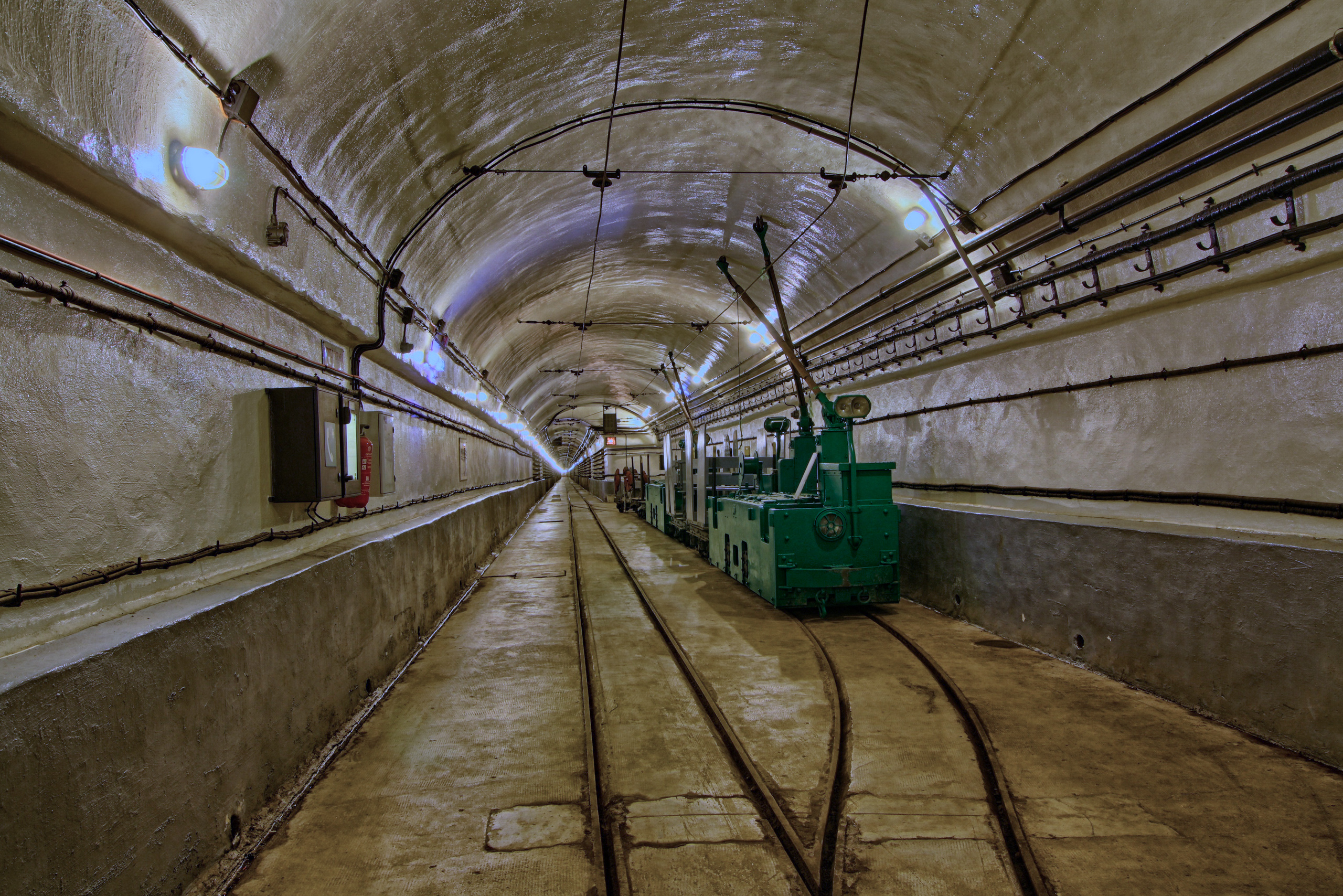
Tren eléctrico y vías Decauville en un fuerte de la Línea Maginot)

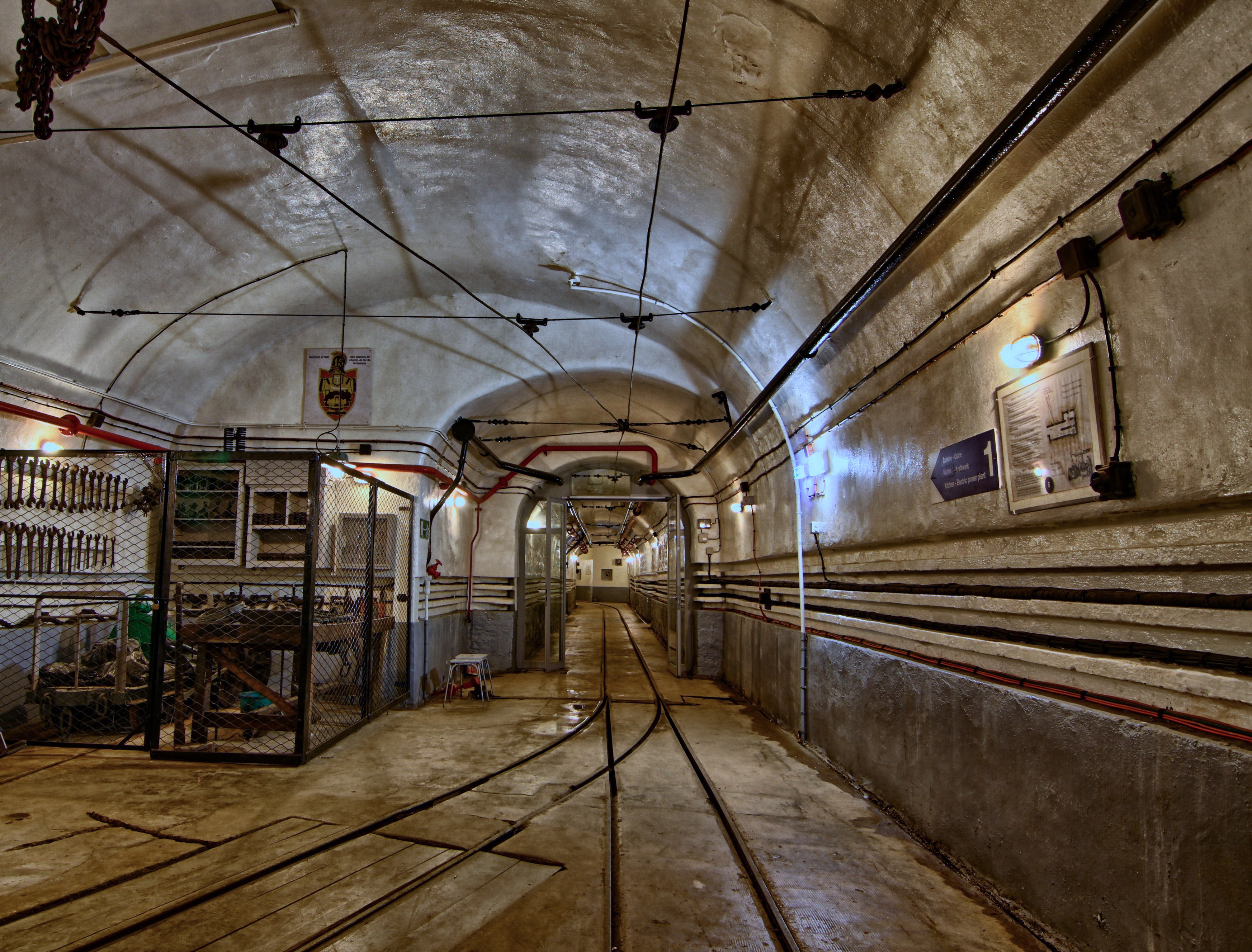
Sistema de vías Decauville en la Línea Maginot

En 1853, el padre de Paul Decauville, Armand, creó un taller de calderería en la granja familiar para instalar equipos de destilación en las granjas situadas al este de París. En 1864, afectado por problemas de salud, Armand le pidió a su hijo mayor Paul que retornase a la hacienda familiar para que le ayudara. Inmediatamente, Paul se puso a buscar la manera de mejorar el funcionamiento de la hacienda familiar. Muy desarrollada bajo el Segundo Imperio francés en la mitad norte de Francia, la producción de remolacha, y por lo tanto, la refinación de azúcar, estaba vinculada a la de los productos alcohólicos que se utilizaban como combustible, actividad a través de cual Armand se había esforzado en rentabilizar sus cosechas.
En 1867, para superar la escasez de mano de obra, Armand Decauville buscó una forma de mecanizar el laboreo de sus campos. Seleccionó el sistema del ingeniero inglés John Fowler, que permitía arar usando un locomóvil y un arado reversible. Un taller de reparación de estas máquinas completó el taller de calderería. Armand Decauville murió en 1871, y ese mismo año los talleres de Decauville comenzaron a realizar trabajos de chapa para la Compañía del Ferrocarril de París a Lyon y al Mediterráneo.
En 1875 se precipitaron los acontecimientos. Paul Decauville probó a principios de año varios medios de transporte en su explotación. Entre ellos figuraba el "Sistema H. Corbin": una vía de madera, que se asemejaba a una escalera de mano, cuyos montantes estaban reforzados con escuadras de hierro. Los vagones tenían un solo eje, de forma cada uno descansando sobre el anterior. Después de probar este sistema, lo rechazó por consideralo demasiado frágil. Aquella temporada, en la granja de Decauville se había decidido cultivar una gran superficie con remolacha azucarera y la cosecha iba a ser excelente. Sin embargo, también había llovido mucho y los medios de transporte ordinarios (carretas y carretillas) resultan inutilizables. Decauville se acordó del sistema Corbin, y decidió que sus talleres fabricaran unas vías compuestas por dos carriles de sección cuadrada separados entre sí 400 mm, y fijados mediante traviesas de hierro planas. Este diseño permitía que los carriles no se hundieran en el suelo. Para garantizar el transporte, inspirado en la apariencia de la vía, un trabajador tiene la idea de crear pequeños vagones de ferrocarril. La idea parece funcionar perfectamente, y dada la urgencia de recoger la cosecha de 9000 toneladas, se fabricaron vías en gran cantidad, lo que permitió completar la recogida de las remolachas antes de las primeras heladas.

### Primeros productos
A partir de 1876, los talleres se propusieron perfeccionar el sistema de vía y el material rodante. Al mismo tiempo, su uso se generalizó dentro de la granja (evacuación del estiércol y transporte de piezas en los talleres). Después de un poco menos de un año de pruebas y mejoras, se comercializaron los primeros elementos: las vías y el chasis de un vagón, que se adaptarán de acuerdo con las necesidades del comprador.
Para demostrar la eficiencia de su sistema ferroviario "portátil", Decauville obtuvo la concesión para el Tranvía de Pithiviers a Toury (TPT), que hasta 1964 mantuvo un importante tráfico de remolacha azucarera, así como el transporte ocasional de pasajeros.
Dos años después del episodio de la remolacha, el éxito del Porteur Decauville es tal, que sus productos comenzaron a distribuirse por todo el planeta, como indica la tabla que figura a continuación:
Instalaciones vendidas por país
| País/Territorio | En 1878 | En 1953            |
| --- | ------- | ------------------ |
| Francia | 202     | 3939               |
| Italia | 0       | 253                |
| Austria | 2       | 201                |
| Argelia francesa | 2       | 96                 |
| Puerto Rico | 0       | 83                 |
| España | 2       | 82                 |
| Reino Unido | 8       | 70                 |
| Indias Orientales Neerlandesas | 0       | 61                 |
| Brasil | 4       | 59                 |
| Bélgica | 9       | 56                 |
| Rusia | 3       | 37                 |
| Suiza | 5       | 37                 |
| Alsacia | 6       | 32                 |
| México | 1       | 27                 |
| Indes anglaises | 0       | 24                 |
| Portugal | 2       | 21                 |
| Egipto | 2       | 21                 |
| Argentina | 0       | 20                 |
| Australia | 0       | 20                 |
| Países Bajos | 1       | 16                 |
| Perú | 0       | 12                 |
| La Reunión | 1       | 12                 |
| Cochinchina | 1       | 11                 |
| Alemania, Cuba, Túnez | 0       | 11 cada uno        |
| Turquía, Guadalupe, Senegal, Haití, Japón, Suecia, Congo, Dinamarca, Grecia, Guyana francesa, Rumanía, Siam                                       | 0       | todos entre 6 y 10 |
| Isla de Mauricio, Martinica | 2       | todos 6            |
| Colombia, Chile, Guayana británica, Guatemala, Nueva Caledonia, China                                                                             | 0       | todos entre 3 y 5  |
| Mónaco | 1       | 3                  |
| Costa Rica, Bolivia, Gabón, Filipinas, Mayotte, Sahara, Venezuela, Santa Lucía                                                                    | 0       | todos 2            |
| Sudáfrica, Seychelles, Jamaica, Noruega | 1       | todos 2            |
| Canadá, Ecuador, Ceylán, India francesa, Trinidad, Obock, Madagascar, Mozambique, Natal, Nosy Be, Persia, Uruguay, Arabia Saudita, Estados Unidos | 0       | todos 1            |
| Total | 262     | 5100               |

El año de esta relación, en 1878, también se constata el primer uso de un ferrocarril de vía estrecha dentro de una exposición universal, ya que se montaron 2 km de vías de 500 mm de ancho para la instalación de los muestrarios de la Exposición Universal de París.
Decauville propuso utilizar estás vías para el transporte de los visitantes, pero se le denegó la autorización. Sin embargo, ofreció la misma instalación al Jardín de Aclimatación, que lo acepta. Este pequeño tren, la Línea del Jardín de Aclimatación, con ancho de vía de 500 mm, todavía existe.
Para la construcción del Canal de Panamá, iniciada por la compañía francesa promovida por Fernando de Lesseps en 1876, se suministraron casi 100 km de vías y locomotoras Decauville.
En la península de Yucatán las vías Decauville se instalaron masivamente en las grandes plantaciones de agave, y acabaron convirtiéndose en un sistema de transporte generalizado.

### Papel militar

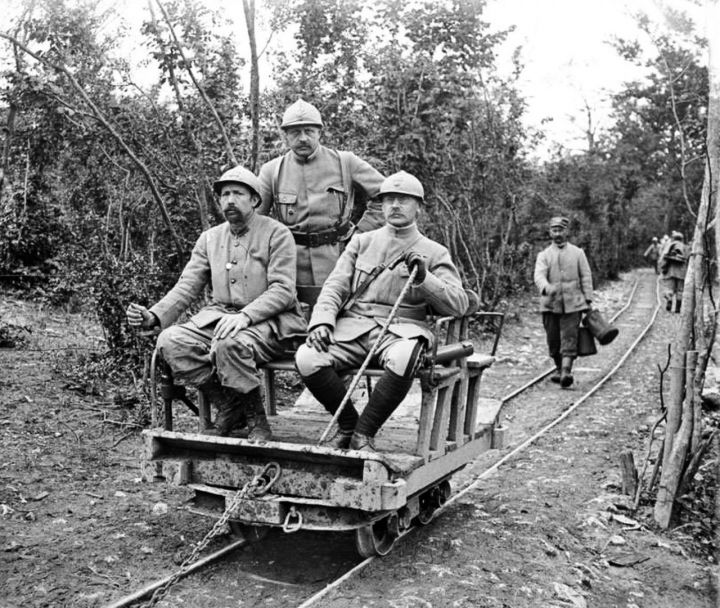
Las vías Decauville: "el arma olvidada de la Primera Guerra Mundial" (Catálogo de la empresa)

En Francia, la adaptación militar del sistema "Decauville" fue realizada por el Comandante Péchot en la batería de Bouvron, cerca de Toul, siendo estandarizada en 1888. El ancho de 600 mm fue probado en Langres en 1906.
El equipo más conocido estaba integrado por las locomotoras Péchot Bourdon, las plataformas de artillería Péchot modelo 1888, varios tipos de vagones (cisterna y cubiertos) y "vagones de artillería" (con un cañón largo de 120 mm o un cañón corto de 155 mm, dotados de monturas especiales).
Las cuatro fortalezas principales del este de Francia (Épinal, Belfort, Verdún y Toul) estaban equipadas con este tipo de transporte. El desarrollo del ancho de 600 mm en la Place d'Épinal supuso el montaje de 120 km de vías; que daban servicio a los 17 fuertes de la plaza, aparte de las 91 baterías de artillería y a los depósitos de pólvora.
Debido a su mayor facilidad de transporte, también fue utilizado por las tropas para reconstruir los ferrocarriles en las líneas del frente. Por ejemplo, el equipo fue utilizado por la Armada Francesa de Oriente.
Durante la Primera Guerra Mundial, estos pequeños ferrocarriles se convirtieron en un factor estratégico en la guerra de trincheras, puesto que permitían instalar con gran facilidad líneas de suministro de gran capacidad prácticamente hasta el frente de batalla, en un terreno tan impracticable por el barro que se había convertido en impracticable para otros medios de transporte. Inicialmente se utilizaron máquinas de vapor, pero fueron sustituidos rápidamente por locotractores con motor de explosión, para impedir que el humo de las chimeneas delatase la posición de los trenes a la artillería enemiga.
En el período de entreguerras, Decauville suministró ingentes cantidades de sus equipos al estado francés, que acometió la ingente labor de poner en pie las enormes instalaciones defensivas de la Línea Maginot, dotadas sistemáticamente de ferrocarriles internos (eléctricos) y externos para abastecer de municiones y enseres las fortificaciones. Ciertos fuertes con recorridos angostos en el interior de las galerías, fueron equipados con mesas giratorias colocadas en las esquinas de los corredores para poder rotar las pequeñas vagonetas que transportaban las municiones.